# Josef Dřevikovský
Josef Dřevikovský (7. července 1930 Hřiměždice – ?), uváděný rovněž jako Josef Dřevíkovský, byl český fotbalový útočník.

## Hráčská kariéra
V československé lize hrál za Dynamo Slaviu Praha a Tankistu Praha, vstřelil jeden prvoligový gól.

### Prvoligová bilance
| Ročník         | Zápasy | Góly | Minuty | Klub                |
| -------------- | ------ | ---- | ------ | ------------------- |
| I. liga 1949   | –      | 1    | –      | Dynamo Slavia Praha |
| I. liga 1954   | –      | 0    | –      | Tankista Praha      |
| CELKEM I. LIGA | –      | 1    | –      |                     |